# Konsztantyin Szergejevics Novoszjolov
Konsztantyin Szergejevics Novoszjolov (Nyizsnyij Tagil, 1974. augusztus 23. –) brit-orosz fizikus, aki a grafén kutatása terén elért eredményeiért, Andre Geimmel megosztva fizikai Nobel-díjat kapott 2010-ben. Ő az egyik legfiatalabb tudós, aki Nobel-díjat kapott.

## Szakmai tevékenysége
Novoszjolov 1997-ben cum laude diplomázott a Moszkvai Állami Egyetemen. 1997-től 1999-ig Csernogolovkában dolgozott, majd 2001-ig a hollandiai Nijmegeni Egyetemen végezte el PhD-hez szükséges tanulmányait. Itt már több kutatásban együttműködött Andrej Geimmel. 2001-től a Manchesteri Egyetemen dolgozik. 2005 és 2006 között Leverhulme tudományos munkatárs, 2007 óta pedig a Royal Society tudományos munkatársa is. 2008-ban tagja lett az Európai Kutatási Tanácsnak (European Research Council, ERC).
Több, mint 60 publikációban működött közre. Kutatásokat végzett a Hall-effektussal kapcsolatban szupravezető anyagokban. Részt vett az ún. Gecko-szalag felfedezésében, legismertebb munkája mégis a kvázi kétdimenziós, atomi vastagságú réteg, a grafén kutatásához köthető, aminek kapcsán a Nobel-díjat is elnyerte.

## Elismerései
- 2007: európai Nicholas Kurti-díj
- 2008: Manchesteri Egyetem az Év Kutatója díj
- 2008: Fiatal Kutató díj (IUPAP)
- 2008: Fiatal Feltaláló díj - Technology Review-35
- 2008: EuroPhysics díj Andre Geimmel közösen
- 2010: Fizikai Nobel-díj megosztva Andre Geimmel[7]